# Brandon Edwards
Brandon Walton Edwards Lee (nacido el 13 de septiembre de 1991 en Fort Worth, Texas) es un jugador de baloncesto estadounidense que pertenece a la plantilla del KB Trepça de la Superliga de baloncesto de Kosovo. Con una altura de 1,98 metros ocupa la posición de ala-pívot.

## Trayectoria deportiva

### Universidad
Comenzó a jugar a baloncesto en el South Hills High School de su Fort Worth natal. Allí ya dio muestras de su potencial y comenzó a destacar como un gran anotador y reboteador, promediando más de veintidós puntos y quince rebotes en su último año de instituto. Estos números le valieron para Edwards fuera reclutado por la  Universidad de Texas-Arlington de la Sun Belt Conference (NCAA 1), donde completó su periplo universitario firmando con los Mavericks unos promedios de 16,3 puntos, 9,8 rebotes y 1,7 tapones en su año sénior. 

### Profesional
Una vez concluida la temporada fue invitado a participar en el workout de los Dallas Mavericks, donde dejó muy buenas sensaciones entre el stuff técnico texano. Su salto al profesionalismo lo dio la pasada temporada en la Adecco Oro tras fichar por el Club Baloncesto Breogán. En el conjunto lucense, con quien fue finalista de la Copa Príncipe y de los Playoffs de ascenso a la liga ACB, tuvo un rol secundario si bien dio muestras de su calidad cuajando grandes actuaciones y llegando a ser incluso jugador de la jornada en la última jornada de fase regular, tras sumar 34 tantos de valoración ante el CB Prat.
En septiembre de 2015 recala en las filas del Melilla Baloncesto, de LEB Oro.